# Alvinella pompejana
El gusano de Pompeya (Alvinella pompejana) es una especie de anélido poliqueto de la familia Alvinellidae propio de grandes profundidades, en el océano Pacífico este. Es un extremófilo que habita en fuentes hidrotermales, que fue descubierto a comienzos de la década de 1980 en proximidades de las islas Galápagos por biólogos marinos franceses. También ha sido encontrado y estudiado en aguas de Costa Rica.

## Características
Pueden alcanzar hasta 12,7 cm de longitud. Son de color gris pálido con branquias rojas a manera de tentáculos en la cabeza. 
Su cola descansa en temperaturas tan altas como 80 °C, mientras que su cabeza como un abanico de plumas que sobresale de los chorros en el agua es bastante más fría y está a unos 22 °C.

## Simbiosis
Los científicos están intentando entender cómo estos gusanos pueden soportar temperaturas tan extremas, mediante el estudio de las bacterias que como un paño grueso y suave cubren sus espaldas. Aparentemente viven en una relación simbiótica, el moco que secretan los gusanos  desde glándulas diminutas en la espalda alimenta a las bacterias, y en cambio, ellos están protegidos de la temperatura extrema por un cierto grado de aislamiento. También se ha descubierto que las bacterias son quimiolitotróficas, lo que contribuye a la ecología de la comunidad de las fuentes. Investigaciones recientes sugieren que las bacterias podrían desempeñar un papel importante en la alimentación de estos gusanos.